# Битюцький Петро Семенович
Петро Семенович Битюцький (рос. Пётр Семёнович Битюцкий; 17 липня 1913, Покровка — 13 серпня 1941) — радянський офіцер, Герой Радянського Союзу, в роки радянсько-німецької війни військовий комісар ескадрильї 66-го штурмового авіаційного полку (15-а змішана авіаційна дивізія, Південно-Західний фронт), політрук.

## Біографія
Народився 17 липня 1913 року в селі Покровка (нині Ленінського району Волгоградської області Росії) в сім'ї селянина. Росіянин. Член ВКП(б) з 1938 року. Закінчив неповну середню школу. Працював завгоспом піонерських таборів. Потім закінчив курси пропагандистів, був на комсомольській роботі в Астрахані. У РСЧА з вересня 1934 року. У 1937 році закінчив 7-му Сталінградську військову авіаційну школу льотчиків.
З початком радянсько-німецької війни на фронті. Здійснив понад 50 бойових вильотів, у повітряних боях збив чотири літаки противника.
13 серпня 1941 року під Києвом вилетів на чолі ланки І-15біс на супровід бомбардувальників. При підході до цілі противник кілька разів намагався атакувати бомбардувальники, але ланка Битюцького відбивала ці атаки. У результаті завдання було виконано, по колоні танків противника було завдано бомбового удару. У ході бою, прикриваючи бомбардувальники, Битюцький вступив в бій з трьома винищувачами Me-109. Одного з них збив кулеметним вогнем, другого в лобовій атаці таранив, але і сам при цьому загинув.

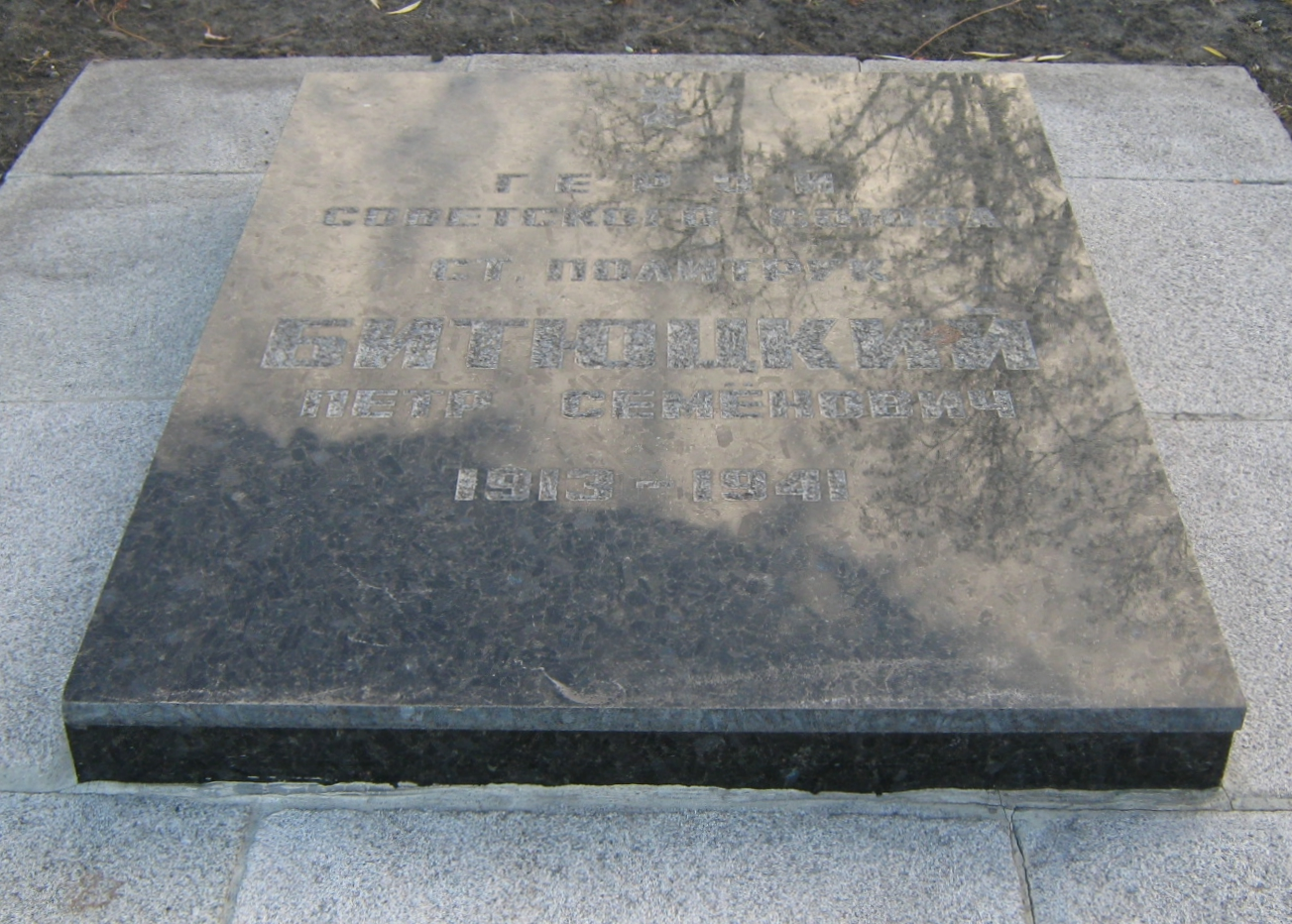
Плита на Пагорбі Слави

Похований на Пагорбі Слави в Черкасах.

## Нагороди, пам'ять
Звання Героя Радянського Союзу Петру Семеновичу Битюцькому присвоєне посмертно 5 листопада 1942 року. Нагороджений орденом Леніна.
Його ім'я носить вулиця в місті Ленінськ Волгоградської області.
У 1987 році біля нового приміщення Черкаського аеропорту на честь Героя встановлена пам'ятна плита.